# Mother!
Mother! (estilizado como mother! y titulada: ¡madre! en Hispanoamérica) es una película escrita y dirigida por Darren Aronofsky. La protagonizan Jennifer Lawrence, Javier Bardem, Michelle Pfeiffer y Ed Harris. Se estrenó el 15 de septiembre de 2017. La interpretación que se la ha dado a esta película es que Aronofsky trata de representarnos  la biblia, siendo Dios interpretado por Bardem, el hogar simbolizando el jardín del Éden y Lawrence, la madre naturaleza.

## Trama
En los restos carbonizados de una gran casa, Él, un aclamado poeta que lucha con el bloqueo creativo, coloca un objeto de cristal en un pedestal en su estudio, transformando el edificio en un hermoso hogar en un paisaje edénico. Madre, la esposa y musa del poeta, se despierta en su cama y se pregunta en voz alta dónde está Él. Mientras renueva la casa, experimenta inquietantes visiones, incluida la de un corazón latiendo dentro de las paredes.
Un día, un extraño llamado Hombre llega a la casa, pidiendo una habitación y afirmando ser un cirujano ortopédico. Él lo recibe con gusto, aunque Madre lo acepta a regañadientes. Esa noche, Hombre sufre de arcadas, y Madre nota una herida en su costado. Al día siguiente, llega Mujer, la esposa de Hombre, para quedarse también. Madre se siente cada vez más frustrada con sus invitados, pero Él le ruega que los deje quedarse, revelando que Hombre es un admirador cuyo último deseo era conocerlo. Sin embargo, cuando Hombre y Mujer rompen accidentalmente el objeto de cristal que Él les había prohibido tocar, Él se enfurece y sella su estudio. Antes de que puedan irse, los dos hijos de Hombre y Mujer llegan inesperadamente y pelean por el testamento de su padre. El hijo mayor hiere gravemente al hermano menor y huye. Él, Hombre y Mujer llevan al hijo herido al hospital. Mientras tanto, Madre sigue un rastro de sangre hasta un tanque de aceite de calefacción oculto detrás de las paredes del sótano.
Cuando regresan, Él le informa a Madre que el hijo menor ha muerto. Esa noche, mientras intentan dormir, decenas de personas llegan sin previo aviso a la casa para llorar al hijo fallecido. Los visitantes se comportan de manera grosera e intrusiva, irritando a Madre. Cuando algunos rompen un fregadero, inundando parcialmente la casa, ella los expulsa y reprende a Él por permitir que tantos desconocidos entren y por ignorar sus necesidades. Su discusión culmina en un apasionado acto sexual, y a la mañana siguiente, Madre anuncia que está embarazada. La noticia alegra a Él, inspirándolo a completar su obra.
El tiempo pasa, y Madre se prepara para la llegada de su hijo mientras lee el nuevo y hermoso poema de Él. Tras su publicación, la obra es aclamada y se convierte en un éxito inmediato. Para celebrarlo, Madre organiza una gran cena, pero una multitud de admiradores llega antes de que puedan comer. Aunque Madre intenta cerrar las puertas, los fanáticos irrumpen, causando estragos y robando objetos como recuerdos. La situación empeora cuando la casa se llena de cientos de personas. Él, embelesado por la admiración, no nota el caos. Madre observa impotente mientras fuerzas militares llegan para combatir a los seguidores histéricos, y la publicista de Él organiza ejecuciones masivas. Madre entra en labor de parto y busca a Él, quien la lleva a su estudio reabierto para que pueda dar a luz allí.
El caos exterior se calma temporalmente. Él le dice a Madre que los admiradores desean ver al bebé, pero ella se niega y lo abraza con fuerza. Mientras duerme, Él lleva al bebé afuera y lo entrega a la multitud, que lo pasa de mano en mano hasta matarlo accidentalmente. Madre irrumpe entre la multitud y encuentra a las personas devorando el cadáver mutilado de su hijo. Enfurecida, los ataca con un fragmento de vidrio, pero ellos se vuelven contra ella y la golpean brutalmente hasta que Él interviene. Él le suplica que los perdone, pero Madre corre al sótano, perfora el tanque de aceite y lo incendia. La explosión resultante incinera a la multitud, la casa y el entorno circundante.
Madre y Él sobreviven, pero ella queda gravemente quemada mientras que Él está completamente ileso. Ella le pregunta quién es, y Él responde que simplemente "es" y que necesita seguir creando. Él le pide su amor, y cuando ella acepta, Él le abre el pecho y extrae su corazón. Al aplastarlo, un nuevo objeto de cristal es revelado. Él lo coloca en el pedestal, transformando la casa nuevamente en un hogar hermoso, reiniciando el ciclo. En la cama, una nueva Madre aparece y se despierta preguntándose en voz alta dónde está Él.

## Reparto
- Jennifer Lawrence como Madre
- Javier Bardem como Él
- Ed Harris como Hombre
- Michelle Pfeiffer como Mujer
- Brian Gleeson como Hermano menor
- Domhnall Gleeson como Hermano mayor
- Jovan Adepo como Copero
- Patricia Summersett como Consoladora
- Emily Hampshire como Loca[7]
- Luis Oliva como Holgazán
- Chris Gartin como Adúltero
- Stephen McHattie como Fanático
- Arthur Holden como Merodeador
- Kristen Wiig como Heraldo
- Scott Humphrey como Cómplice
- Marcia Jean Kurtz como Ladrona
- Carolyn Fe como Saqueadora
- Cristina Rosato como Novicia
- Mizinga Mwinga como Delegado
- Amanda Warren como Sanadora
- Laurence Leboeuf como Doncella
- Sarah-Jeanne Labrosse como Antepasada

## Producción
El 13 de octubre de 2015, Variety informó que Darren Aronofsky estaba preparando su próxima película, basada en un guion propio, y que Jennifer Lawrence estaba en conversaciones para unirse al elenco de la misma. En ese momento, el proyecto aún no se encontraba enlazado a ningún estudio, pero era muy probable que se asociara con New Regency bajo el contrato de primera opción que tenía con Aronofsky. El 11 de enero de 2016, se informó que Paramount Pictures estrenaría la película, mientras que Javier Bardem estaba en conversaciones para protagonizar la cinta junto a Lawrence. Domhnall Gleeson, Michelle Pfeiffer, Ed Harris y Brian Gleeson se sumaron al reparto en abril de 2016.
El 25 de mayo de 2016, se informó que la película comenzaría a rodarse en junio de ese año en Montreal (Canadá). El rodaje de la película comenzó el 13 de junio de 2016 y concluyó el siguiente 28 de agosto.
El 11 de octubre de 2016, se informó que el compositor de La teoría del todo y La llegada, Jóhann Jóhannsson, se encargaría de la banda sonora de la película. Esta fue la primera película de Aronofsky sin la participación del compositor Clint Mansell. Inicialmente, Jóhannsson compondría la banda sonora. Sin embargo, aunque la colaboración de Jóhannsson con Aronofsky fue notablemente bien, se decidió que lo mejor para la película era eliminar la parte musical y apoyarse en un diseño de sonido más expresivo. Según explicó el propio compositor: "Mother! es una película donde las medias tintas no sirven, y después de que Darren y yo hubiéramos explorado muchos enfoques diferentes, mi instinto fue eliminar la partitura por completo. La eliminación es una parte importante del proceso creativo y en este caso, sabíamos que teníamos que llevar este enfoque a su extremo lógico".
El 27 de octubre de 2016, se reveló que el título de la película sería mother!. En marzo de 2017, se reveló que Kristen Wiig también se había unido al reparto de la película.

## Recepción
La película ha recibido críticas generalmente positivas por los críticos, pero divididas de la audiencia. Recibió un porcentaje de 68% en la página web de críticas Rotten Tomatoes, tres estrellas de cinco en FilmAffinity, con un puntaje de 6,3 de 10, y recibiendo 8,5 de 10 en la página web "el cine en la sombra".
En parte negativa la película recibió un puntaje de 2,4 de cinco en la página web SensaCine.com y un puntaje de F por las audiencias de Cinemascore en una escala de A+ a F-.